# Parallelia violaceomedia
Parallelia violaceomedia är en fjärilsart som beskrevs av Embrik Strand 1914. Parallelia violaceomedia ingår i släktet Parallelia och familjen nattflyn. Inga underarter finns listade i Catalogue of Life.